# Ølshøj
Koordinaten: 56° 6′ 7″ N, 12° 13′ 45,1″ O

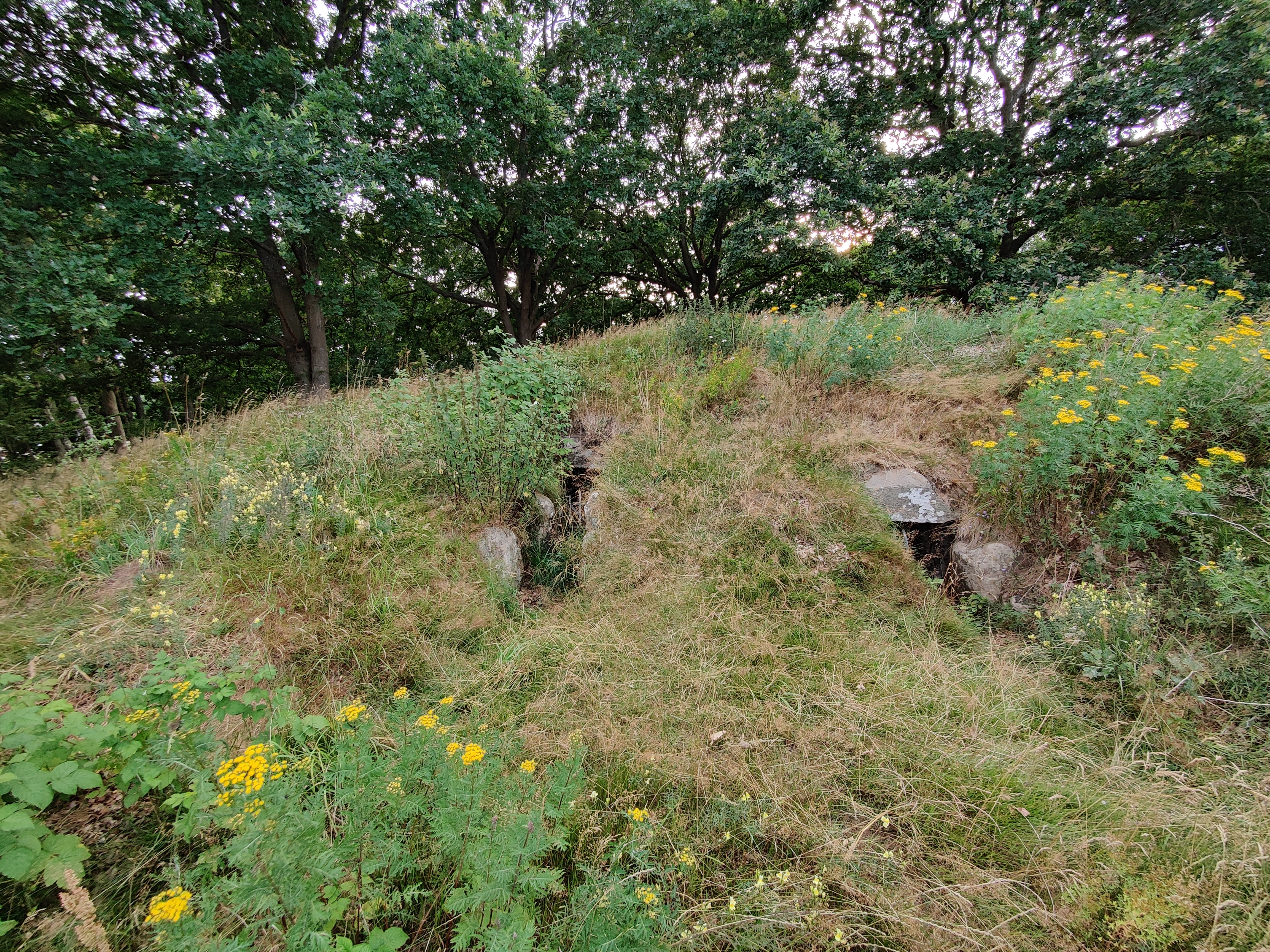
Ølshøj

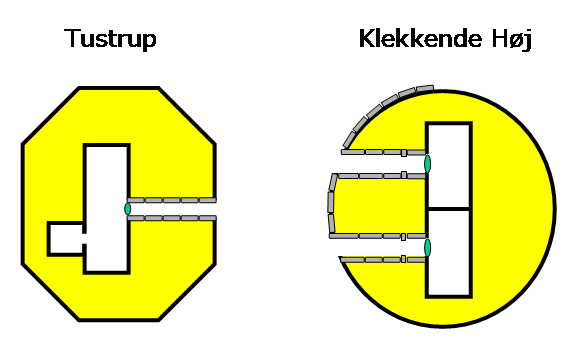
Rechts die Prinzipskizze eines Doppelganggrabes

Der Ølshøj (auch Olshøj oder Ullershøj genannt) ist ein kleines Doppelganggrab der Trichterbecherkultur (TBK) aus dem mittleren Neolithikum (3500–2800 v. Chr.) Es liegt zwischen Blistrup und Smidstrup im äußersten Norden der Insel Seeland in Dänemark. In Dänemark und Schweden (3) gibt es etwa 60 Doppelganggräber, deren Hauptverbreitungsgebiet die Insel Seeland ist. Die beiden Ganggräber haben eine gemeinsame Zwischenwand. Normalerweise bilden die Achsen der Kammern einen stumpfen Winkel und passen sich mit ihren langen Gängen den Rundhügeln an. Der Klekkende Høj ist das einzige Beispiel einer Kammeranlage, deren sämtliche Achsen rechtwinkelig gerade Linien bilden.
Das Ganggrab ist eine Bauform jungsteinzeitlicher Megalithanlagen, die aus einer Kammer und einem baulich abgesetzten, lateralen Gang besteht. Diese Form ist primär in Dänemark, Deutschland und Skandinavien, sowie vereinzelt in Frankreich und den Niederlanden zu finden. Neolithische Monumente sind Ausdruck der Kultur und Ideologie neolithischer Gesellschaften. Ihre Entstehung und Funktion gelten als Kennzeichen der sozialen Entwicklung.

## Beschreibung
Die südliche Kammer hat einen ovalen Grundriss und ist etwa 4,0 m lang und 2,5 m breit. Sie besteht aus zwei erhaltenen Deck- und neun Tragsteinen, zwischen denen sich Trockenmauerwerk befindet. Der Boden der Kammer ist mit Steinplatten bedeckt. Der West-Ost orientierte 5,5 m lange Gang mündet mittig in die Kammer. Er ist 0,8 m breit, 1,2 m hoch und aus 11 erhaltenen Tragsteinen gebaut zwischen denen Trockenmauerwerk erhalten ist. 1,5 m von außen sind im Gang gegenüberliegend Türsteine eingebaut.
Die Nordkammer hat einen ovalen Grundriss und ist etwa 3,6 m lang und 2,1 m breit. Sie besteht aus einem erhaltenen Deck- und acht Tragsteinen. Der Boden ist mit Steinplatten bedeckt. Der West-Ost orientierte 3,1 m lange Gang ist 1,4 m breit und 1,2 m hoch und mündet mittig in die Kammer. Sein Boden ist mit Steinplatten bedeckt.
Die Funde, die 1855 und 1960 ausgegraben wurden, bestehen aus einer Axt (vom Lindø-Typ), einer dicknackigen Axt (Typ B), einem Dolch (Typ I), Bernsteinperlen und einigen unscheinbaren Tontöpfen.
Im Hügel, sekundär eingebaut, fand sich eine Steinkiste ohne Deckstein in der ein Dolch (Typ III B) gefunden wurde.